# Lapita

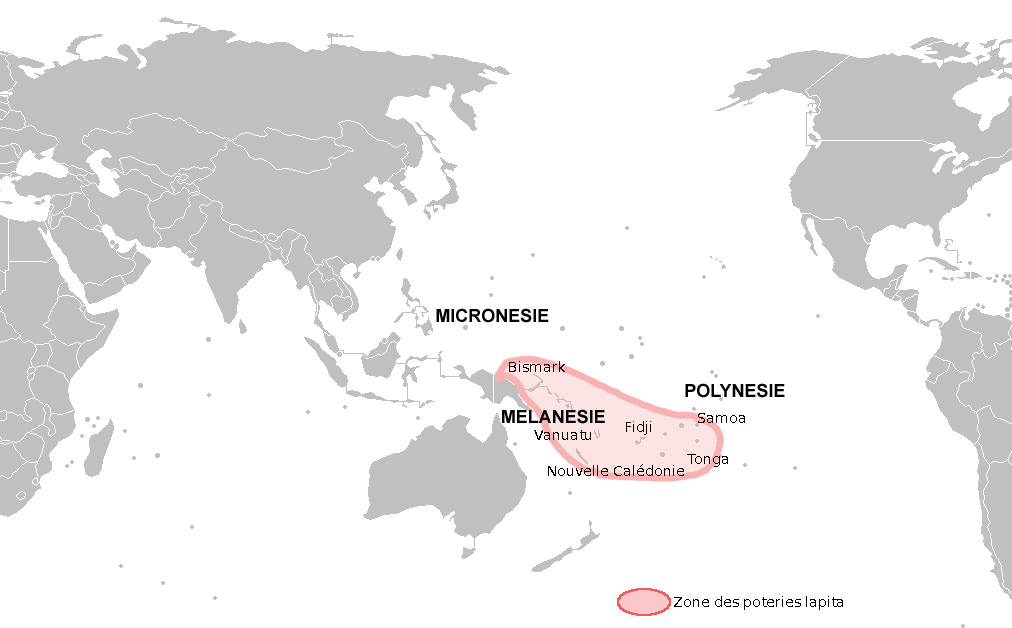
Mapa de expansión de la alfarería lapita

Lapita es el nombre de una cultura neolítica que se extendió desde puntos de la costa norte de Nueva Guinea y el archipiélago Bismarck hasta Nueva Caledonia, y las islas Samoa y Tonga, en el oeste del océano Pacífico. Es considerada la precursora de diversas culturas contemporáneas de parte de la Oceanía Cercana y posteriormente de Polinesia.
El lugar arqueológico modelo de esta cultura está situado cerca del pueblo de Koné, en Nueva Caledonia, y fue descubierto en 1952. El nombre «lapita» deriva de la palabra sapita (que en inglés se escribe xaapeeta), que significa ‘excavar un hoyo’ en el dialecto haveke de Nueva Caledonia. Esa palabra fue malentendida por los primeros arqueólogos norteamericanos, que creyeron que el sitio se llamaba «Lapita».

## La alfarería lapita
Es un tipo de alfarería de barro de fuego lento, a menudo templada con conchas o arena, y decorada con incisiones superficiales realizadas con sellos dentados. Alrededor del 15 % de las piezas son decoradas, y las demás son lisas. Suelen estar cubiertas con un engobe rojizo, una técnica empleada en la misma época en Taiwán y en el norte de Filipinas. Los fragmentos de piezas encontrados corresponden a jarrones, ollas, cuencos, fuentes y platos, muchos de ellos con un pie o base cilíndrica. Aparte de su decoración, todos comparten las mismas formas, la misma composición y la misma técnica de fabricación (modelado a mano y posterior bruñido).
Los motivos consisten mayoritariamente en series geométricas repetitivas, ondas y representaciones antropomórficas estilizadas. Según algunas teorías, estas decoraciones pueden haber sido transferidas a o desde medios menos duros como tejidos hechos de fibra vegetal, tapetes o tatuajes. Los arqueólogos han catalogado hasta 150 motivos diferentes, dispuestos según estrictas convenciones, y se han realizado mapas de su distribución en Oceanía. Esta amplía distribución (las excavaciones se reparten en islas que cubren un área de más de 4000 km de largo) ha permitido afirmar que los pobladores de Melanesia y Polinesia compartían una misma cultura común, lo que borra su tradicional división étnica heredada del siglo XIX.
Esta alfarería clásica fue producida entre el 1350 y el 750 a. C. y su producción más temprana se encontró en el archipiélago de Bismarck. Estilos locales de esta primera alfarería se encuentran en Vanuatu y Nueva Caledonia. En la Polinesia Occidental se encuentra alfarería lapita desde el 800 a. C. en el área de Fiyi, Samoa y Tonga, límite oriental de su difusión. Alrededor de 500 años más tarde, variantes lapitoides se habrían difundido desde Tonga y Samoa hasta las Marquesas y las Islas de la Sociedad. 
Si toda la alfarería lapita con decoraciones data de una época anterior a 500 años a. C., a partir de las primeras décadas d. C. la alfarería lapita presente en Oceanía Lejana ofrece un diseño liso sin decoraciones. A principios del siglo X d. C., ya no se encuentran restos de alfarería lapita en Polinesia. Se baraja la hipótesis de que fuese debido a la falta de arcilla apropiada en las islas más centrales y orientales del Pacífico, dado que los restos arqueológicos encontrados en las islas Samoa, su límite de expansión, revelan intentos de lograr otras proporciones de arcilla y arena.

## Otras características de la cultura lapita
Los pueblos lapita eran cazadores y recolectores, pero los últimos descubrimientos ponen de relieve su dominio de la agricultura. Su horticultura se basaba en cultivos de semillas, raíces y árboles, especialmente taro, batata, coco, plátano y variedades del árbol del pan. El entorno de los yacimientos lapita demuestra que roturaban las tierras para su cultivo.
Domesticaban animales como los cerdos, perros y pollos, que llevaban consigo en sus migraciones. De las cantidades importantes de espinas de peces y conchas de moluscos encontradas en los asentamientos lapita, se sabe que practicaban la pesca y la recolección de moluscos.

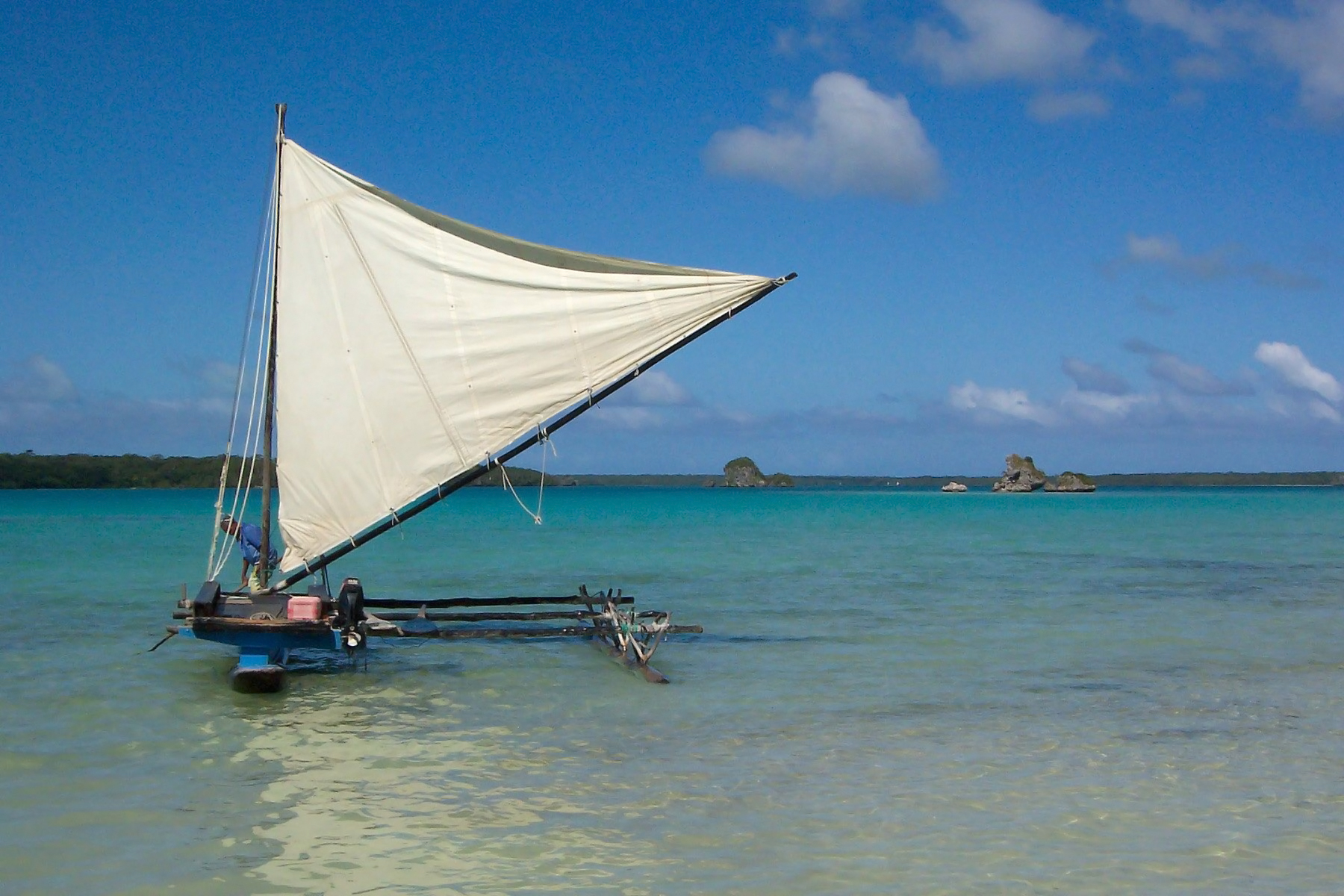
Canoa tradicional en las isla de los Pinos, Nueva Caledonia.

Se llevaba a cabo comercio a larga distancia de obsidiana para elaborar hachas y otras herramientas. La obsidiana tiene la particularidad de que su análisis permite rastrear su origen con precisión, y reconstruir por lo tanto el recorrido de los pobladores lapita que llevaban consigo estas piezas. Entre 1976 y 2002, se han encontrados restos en las islas Santa Cruz, Fiyi, Nueva Caledonia y en las Vanuatu, que procederían de yacimientos situados en la isla de Nueva Bretaña en el archipiélago Bismarck y en varias islas del Almirantazgo.
Aparte de restos de herramientas astilladas de obsidiana, se han encontrado en los yacimientos  lapita azuelas de piedra, artefactos y adornos hechos de conchas y huesos, anzuelos de pesca, herramientas destinadas a raspar, pelar y cortar, hechas con conchas y sílex u otros tipos de roca disponible localmente.
Las migraciones lapitas representan saltos entre islas muy distantes, lo que implica que dominaban la navegación de altura. Este tipo de navegación sólo se podría haber hecho con embarcaciones estables y resistentes como las canoas de doble casco (catamaranes) o canoas provistas de un casco lateral más pequeño (praos). Al tener que navegar sin tener referencias terrestres, se piensa que los lapitas se orientaban basándose en la posición de los astros.

## Las excavaciones de Teouma en Efate, Vanuatu
La excavación de un gran cementerio en Teouma, en la isla Efate, Vanuatu, en 2004, reveló 36 cuerpos en 25 tumbas, así como jarras funerarias. A todos los esqueletos les faltaba la cabeza, al ser las cabezas separadas tras el entierro y reemplazadas con anillos hechos de conchas cónicas. Las cabezas se volvían a enterrar. La tumba de un hombre viejo tenía tres cráneos alineados en su pecho. Una jarra funeraria conteniendo un cráneo presentaba cuatro pájaros mirando dentro de la jarra. Esas prácticas funerarias lapita recuerdan ritos y costumbres practicados todavía en la primera mitad del siglo XX en buena parte de Oceanía Cercana, donde  se atribuían facultades espirituales al cráneo de los antepasados que podía ser desenterrado para acompañar la vida cotidiana de sus descendientes. La determinación de la edad de las conchas por el método del carbono 14 situaba este cementerio alrededor del año 1000 a. C.
A partir de los restos humanos excavados en Teouma, un equipo de arqueólogos y antropólogos ha reconstituido en 2008 la apariencia en 3D de los rostros de las personas enterradas.
Los numerosos restos de alfarería encontrados en el sitio de Teouma permitieron por primera vez recomponer completamente 11 jarras de tipo lapita. Las conclusiones de los estudios llevados a cabo por Stuart Bedford y Mathew Briggs (codirectores de las excavaciones) sobre las características y la datación de esas piezas de alfarería les conducen a pensar que las variantes existentes del estilo lapita responderían no sólo a una evolución cronológica sino también a evoluciones locales coexistiendo en una misma época.

## Las aldeas lapita

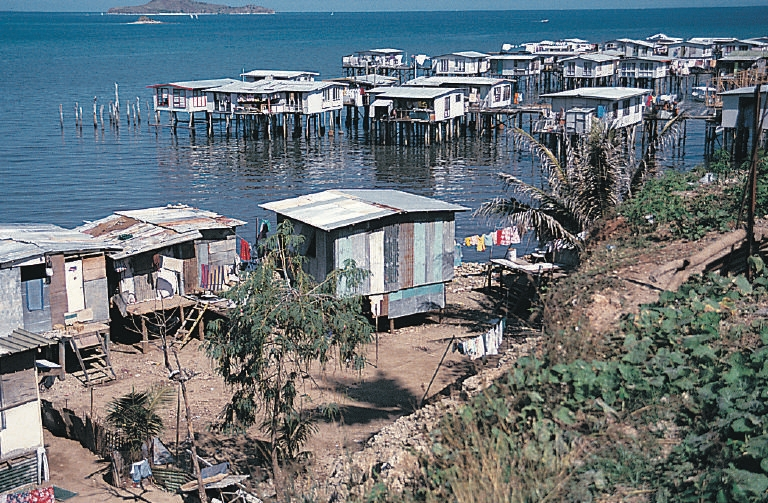
Casas sobre postes de la barriada de Koki, en las afueras de Port Moresby, capital de Papúa Nueva Guinea.

En Oceanía Cercana, los pobladores lapita vivían en aldeas situadas en la orilla de las playas, aprovechando la poca profundidad de las lagunas de los arrecifes de coral. Se encontraron restos de pilotes que sustentaban sus casas en Papúa Nueva Guinea (asentamiento de  Mussau en el archipelago Bismarck), en las islas Salomón y en las islas Santa Cruz. Esto puede haberse debido al deseo de evitar áreas ya pobladas en la costa de Nueva Guinea, o mosquitos portadores de malaria contra la que el pueblo lapita no tenía defensas inmunológicas. En Nueva Bretaña (en el archipiélago Bismarck) también se encontraron asentamientos tierra adentro, cerca de yacimientos de obsidiana, pero siempre con acceso directo al mar.
En los archipiélagos más orientales, todos los asentamientos se encuentran en el interior de las islas, a poca distancia de las playas. Los yacimientos encontrados en las islas de Vanuatu (yacimientos de las islas Malo, Aore, Efate, Malakula y Erromango), sitúan los poblados de tipo lapita en terrazas situadas hasta casi 1 km tierra adentro, que antiguamente correspondían a promontorios bañados por el mar (como en Santo y Teouma). Los asentamientos lapita descubiertos hasta 2008 muestran que el tamaño de las aldeas variaba desde pueblos de cierta importancia (como en Talepakemalai, en las islas Mussau, Papúa Nueva Guinea) hasta aldeas muy pequeñas habitadas por una docena de individuos.

## Distribución
Si la alfarería lapita es conocida desde el archipiélago de Bismarck hasta Samoa y Tonga, el rastreo de sus animales domesticados demuestra que estos se difundieron más lejos en Oceanía central y oriental. Los humanos, sus animales domesticados y especies que fueron introducidas involuntariamente (quizá como fue introducida la rata polinesia) llevaron a extinciones de especies endémicas a muchas islas, especialmente de pájaros incapaces de volar.

## Lenguaje
Se supone que los miembros de la cultura lapita hablaban lenguas proto-oceánicas, de las que descenderían todas las lenguas polinesias. Estas lenguas pertenecen al grupo de las lenguas malayo-polinesias que a su vez se enmarcan dentro de la familia austronesia.

## Orígenes y procesos migratorios
La mayoría de los investigadores asumen un último origen del complejo cultural lapita en el sudeste asiático, quizá originándose con las primeras migraciones austronesias desde Taiwán o la costa sur de China hace aproximadamente 5000 o 6000 años. Esta teoría se encuentra apoyada por numerosos hallazgos arqueológicos, así como por detallados estudios lingüísticos. La migración neolítica se habría dirigido hacia Indonesia antes de llegar a Nueva Guinea y el archipiélago Bismarck.: 1-3  Los autores proponen varios modelos de expansión:
- ETP (Express Train to Polynesia: Tren expreso a Polinesia). Defendido por Patrick Vinton Kirch, consiste en una dispersión migratoria rápida e invasiva sobre 500 años, sin interrelaciones con las poblaciones autóctonas indonesias y papúas.[1]: 1-3
- BAII (Bismarck Archipelago Indigenous Inhabitants: Habitantes indígenas del archipiélago Bismarck). Esta teoría, desarrollada por arqueólogos como Jim Allen y John Terrell, considera que la aparición de la cultura lapita es el resultado de la evolución de las poblaciones indígenas del archipiélago Bismarck entre el 3000 y 3500 a. C., y niega sus orígenes asiáticos. Esta opción fue descartada más adelante por no tener en cuenta las investigaciones lingüísticas y biológicas que la contradecían.
- SBB (Slow Boat to the Bismarcks: Barco lento a las Bismarck). Propone una migración en dos etapas: una lenta progresión desde el este de Indonesia hasta las Bismarck y las islas Salomón con importantes intercambios culturales y genéticos (6000 a 3500 a. C.), seguida de una rápida dispersión en la Oceanía Lejana (3000 a. C.).
- VC Triple-I (Voyaging Corridor Triple I: Corredor de viaje triple I). El modelo de la «triple I» es el punto de vista defendido por investigadores como Roger Green y Peter Bellwood. Concilia el concepto del «Tren expreso a Polinesia» con el «Barco lento a las Bismarck» y propone un modelo en el que la cultura lapita es parte de la expansión austronesia y se define por su proceso invasivo (primera I) en nuevos territorios, la integración (segunda I) de elementos y materiales de las poblaciones existentes en Oceanía Cercana, y la innovación (tercera I) tecnológica (tales como la canoa con flotador lateral, la agricultura y la alfarería) en su migración hacia la Oceanía Lejana.[14]

## El enigma lapita-polinesio
Una mayoría de científicos —lingüistas, arqueólogos, zoólogos, botánicos y geneticistas— admiten que la presencia de la alfarería lapita desde el norte de Melanesia hasta las Fiyi, Samoa y Tonga corrobora la ruta de estas migraciones hacia Polinesia. Pero existen divergencias de opinión sobre el origen lapita de las poblaciones que más adelante colonizaron el triángulo polinesio formado por Nueva Zelanda, Hawái y la isla de Pascua, al existir sólo pruebas circunstanciales.
Después de analizar el material genético de esqueletos lapitas excavados en Teouma, la geneticista Lisa Matisoo-Smith declaró: «Pudimos comprobar si los individuos poseían una mutación genética particular que vemos en alta frecuencia entre los polinesios. Es una mutación de base 9 del ADN mitocondrial y encontramos que el material Teouma de las primeras muestras que analizamos no tenían esa mutación, así que no se parecían al 98 % de la gente que vemos en Polinesia hoy».
Sin embargo, Anita Smith (An archaeology of west polynesian prehistory, 2002), al comparar cerámica lapita con cerámica simple de Polinesia, concluyó: «Hay continuidad en la mayoría de los aspectos del historial arqueológico que parece imitar secuencias poslapita de Fiyi y Melanesia (alfarería mangaasi y naviti)». Por lo tanto la cerámica simple polinesia sería una simplificación del complejo cultural lapita causada por el aislamiento.
Basándose igualmente en la falta de pruebas concluyentes, los arqueólogos Matthew Spriggs (The Lapita Cultural Complex, 1985) y Nicola Van Dijk expresan ciertas reservas sobre la relación directa entre pobladores lapita y polinesios centrales y orientales, y se unen a las observaciones genéticas de Anita Smith apoyadas por las de Bing Su y Mark Stoneking en su estudio Polynesian Y chromosome. Todos concuerdan en recalcar el hecho de que existe una interrupción inexplicable de 500 años entre las últimas migraciones lapita (a Samoa y Tonga) y las primeras colonizaciones polinesias en el centro y el este del Pacífico.